# 리사 로벤 콩슬리
리사 로벤 콩슬리(Lisa Loven Kongsli, 1979년 9월 23일 ~ )는 노르웨이의 배우이다.

## 출연 작품
- 원더우먼